# Hypercharge
Ne doit pas être confondu avec hypercharge faible.
En physique des particules, l'hypercharge (Y) d'une particule est la manière de quantifier l'ensemble des nombres quantiques de charge et de saveur. Les saveurs n'étant pas conservées par l'interaction faible, l'hypercharge ne l'est pas non plus. Les interactions fortes et électromagnétiques laissent les charges et les saveurs inchangées.

## Définition
L'hypercharge Y se définit comme étant la somme du nombre baryonique B, nombre leptonique L, mais aussi la somme des différentes saveurs :
Y = B + s + c + b + t + L 
L'hypercharge ne contient pas la charge électrique. 